# گمینا لیپیه
گمینا لیپیه (به لهستانی:  Gmina Lipie) یک گمینا در لهستان است که در شهرستان کووبوتسک واقع شده‌است. گمینا لیپیه ۹۹٫۰۷ کیلومتر مربع مساحت و ۶٬۵۱۶ نفر جمعیت دارد.